# Шипшевана (Індіана)
Шипшевана (англ. Shipshewana) — місто (англ. town) в США, в окрузі Лаграндж штату Індіана. Населення — 839 осіб (2020).

## Географія
Шипшевана розташована за координатами 41°40′30″ пн. ш. 85°34′35″ зх. д. / 41.67500° пн. ш. 85.57639° зх. д. (41.674952, -85.576333).  За даними Бюро перепису населення США в 2010 році місто мало площу 3,06 км², уся площа — суходіл. В 2017 році площа становила 3,46 км², уся площа — суходіл.

## Демографія
Згідно з переписом 2010 року, у місті мешкало 658 осіб у 297 домогосподарствах у складі 177 родин. Густота населення становила 215 осіб/км².  Було 339 помешкань (111/км²).
Расовий склад населення:
| - 98,3 % — білих - 0,5 % — корінних американців - 0,2 % — чорних або афроамериканців - 0,2 % — азіатів |

До двох чи більше рас належало 0,6 %. Частка іспаномовних становила 0,8 % від усіх жителів.
За віковим діапазоном населення розподілялося таким чином: 24,2 % — особи молодші 18 років, 53,8 % — особи у віці 18—64 років, 22,0 % — особи у віці 65 років та старші. Медіана віку мешканця становила 37,7 року. На 100 осіб жіночої статі у місті припадало 80,8 чоловіків;  на 100 жінок у віці від 18 років та старших — 77,0 чоловіків також старших 18 років.
Середній дохід на одне домашнє господарство  становив 52 250 доларів США (медіана — 40 083), а середній дохід на одну сім'ю — 65 792 долари (медіана — 60 500). За межею бідності перебувало 12,8 % осіб, у тому числі 13,1 % дітей у віці до 18 років та 11,9 % осіб у віці 65 років та старших.
Цивільне працевлаштоване населення становило 362 особи. Основні галузі зайнятості: виробництво — 24,9 %, освіта, охорона здоров'я та соціальна допомога — 15,7 %, мистецтво, розваги та відпочинок — 15,2 %.